# Hans Fischer
Hans Fischer (Höchst am Main, 27 de julho de 1881 — Munique, 31 de março de 1945) foi um químico e médico alemão.

## Vida
Filho de Eugen Fischer, diretor da companhia Kalle & Co, de Wiesbaden, professor na Escola Técnica de Stuttgart, e Anna Herdegen. Frequentou a escola primária em Stuttgart, matriculando-se em 1899, e o ginásio de Wiesbaden. Estudou química e medicina, primeiro na Universidade de Lausanne e posteriormente na Universidade de Marburg. Graduado em 1904, obteve um doutorado em 1908.
Primeiramente trabalhou na Clinica Médica de Munique e depois no Primeiro Instituto de Química de Berlim, com Emil Hermann Fischer. Voltou a Munique em 1911 e obteve o cargo de professor de medicina interna um ano mais tarde. Em 1913 tornou-se professor de fisiologia no Instituto Fisiológico de Munique. Em 1916 assumiu o cargo de professor de química médica na Universidade de Innsbruck e daí transferiu-se para a Universidade de Viena em 1918. Desde 1921 até a sua morte foi professor de química orgânica na Technische Hochschule em Munique.
O trabalho científico de Fischer estava principalmente enfocado na pesquisa dos pigmentos do sangue, da biles e também da clorofila das planta, assim como a química das porfirinas e dos seus pigmentos derivados. Deu especial importância para síntese da bilirrubina e da hemina, um dos componentes da hemoglobina.
Recebeu muitas honrarias por estes trabalhos, incluindo o Nobel de Química de 1930.

## Obras
Seus trabalhos foram publicados nas obras:
- Liebigs Annalen der Chemie
- Hoppe-Seylers Zeitschrift für physiologische Chemie
- Die Chemie des Pyrrols.